# بريتا يوهانسون
بريتا يوهانسون (بالفنلندية: Brita Blomberg)‏ هي عداءة سريعة فنلندية، ولدت في 16 سبتمبر 1941.

## وصلات خارجية
- بريتا يوهانسون على موقع أوليمبيديا (الإنجليزية)